# 克洛伊特巴赫河
51°48′08″N 7°26′51″E / 51.80219°N 7.44742°E

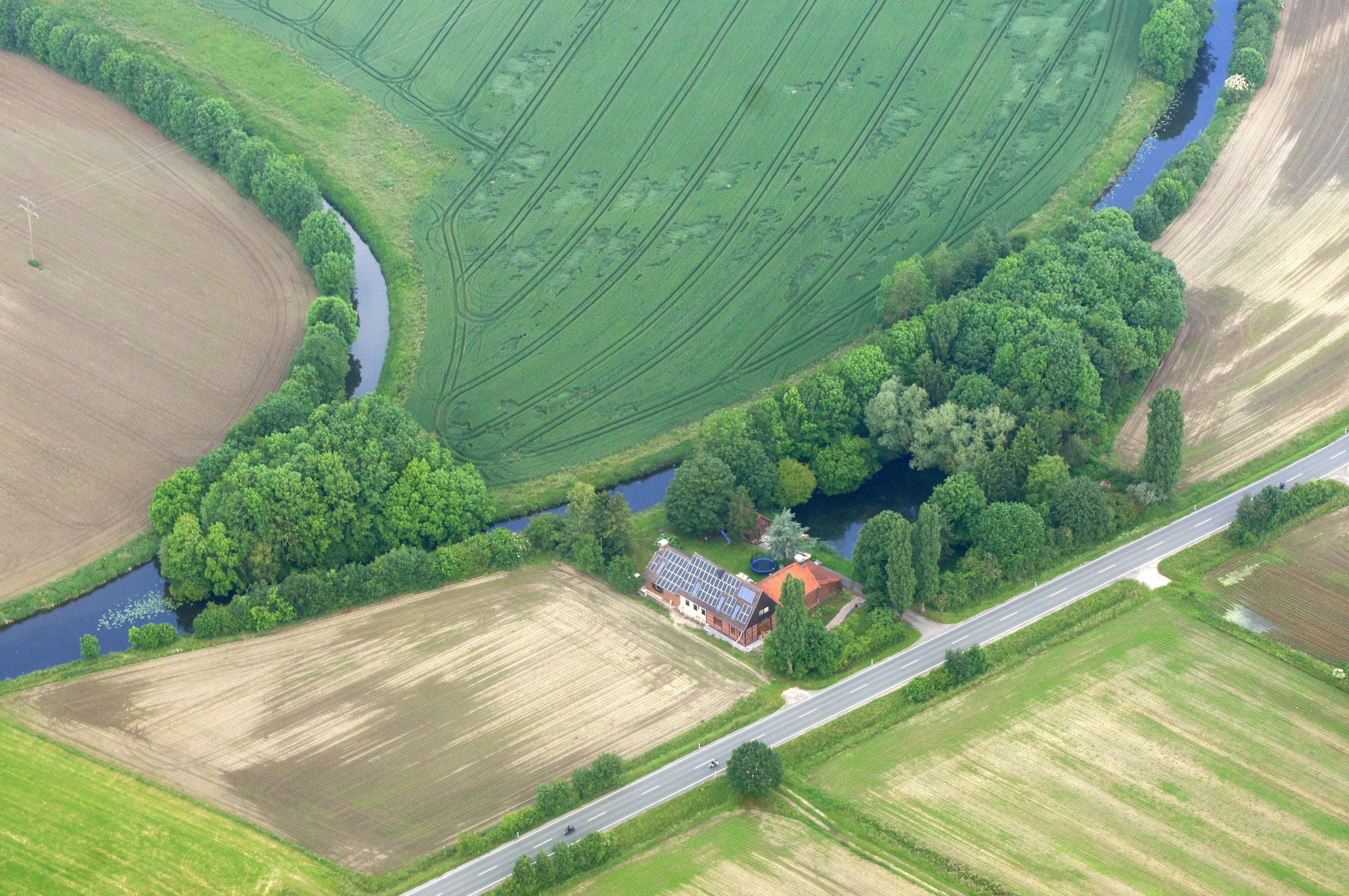

克洛伊特巴赫河（德語：Kleuterbach），是德國的河流，位於該國西部，處於北萊茵-威斯特法倫州，屬於施泰沃河的右支流，河道全長24.8公里，流域面積118平方公里。